# Storselet (Burträsks socken, Västerbotten, 716991-171566)
Storselet är en sjö i Skellefteå kommun i Västerbotten och ingår i Rickleåns huvudavrinningsområde. Sjön har en area på 0,149 kvadratkilometer och ligger 219,1 meter över havet. Sjön avvattnas av vattendraget Rickleån.

## Delavrinningsområde
Storselet ingår i det delavrinningsområde (716635-172190) som SMHI kallar för Nedlagd mätstation. Medelhöjden är 194 meter över havet och ytan är 22,48 kvadratkilometer. Räknas de 26 avrinningsområdena uppströms in blir den ackumulerade arean 458,1 kvadratkilometer. Avrinningsområdets utflöde Rickleån mynnar i havet. Avrinningsområdet består mestadels av skog (72 procent) och sankmarker (19 procent). Avrinningsområdet har 0,33 kvadratkilometer vattenytor vilket ger det en sjöprocent på 1,4 procent.